# Himantopus himantopus
Il cavaliere d'Italia (Himantopus himantopus) è un uccello acquatico della famiglia dei Recurvirostridi.

## Descrizione

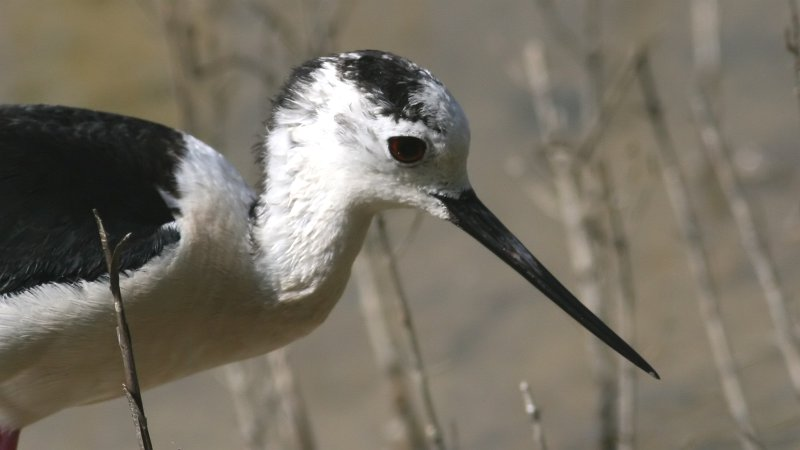
Primo piano di un cavaliere d'Italia

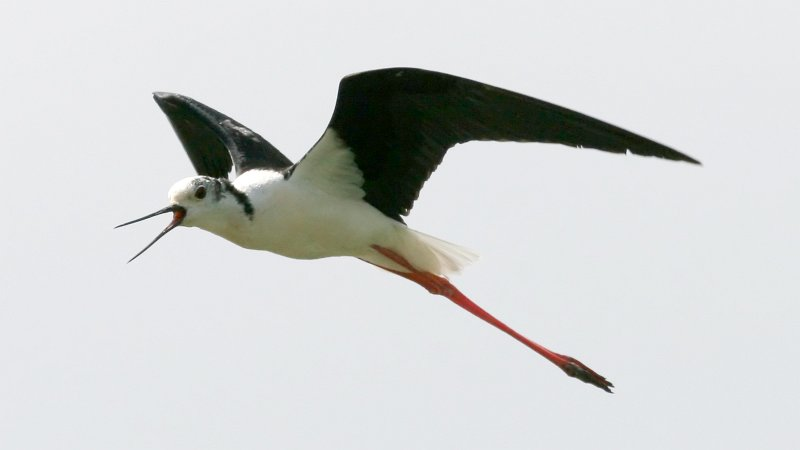
Cavaliere d'Italia in volo

Gli adulti sono lunghi dai 33 ai 40 cm e possono pesare anche 200 g.

Le zampe possono raggiungere i 30 cm di lunghezza. Durante il volo, il battito delle ali si alterna a brevi planate e le zampe escono dalla lunghezza del corpo, dando al cavaliere d'Italia un aspetto elegante. Hanno un becco lungo, nero e sottile; il corpo ha le parti superiori nere che contrastano con le parti inferiori bianche splendenti. L'occhio ha un'iride rossa, con una pupilla molto grande: il che fa assomigliare l'occhio del cavaliere d'Italia a quello di un cucciolo di mammifero.

La femmina si differenzia dal maschio per avere le scapolari marroni, invece che nere. Un altro aiuto sulla distinzione del sesso potrebbe venire dal colore della nuca: nel maschio è più nera, ma questa differenza non è sempre presente, tanto che spesso appare più nera nelle femmine che in molti maschi.

## Distribuzione e habitat

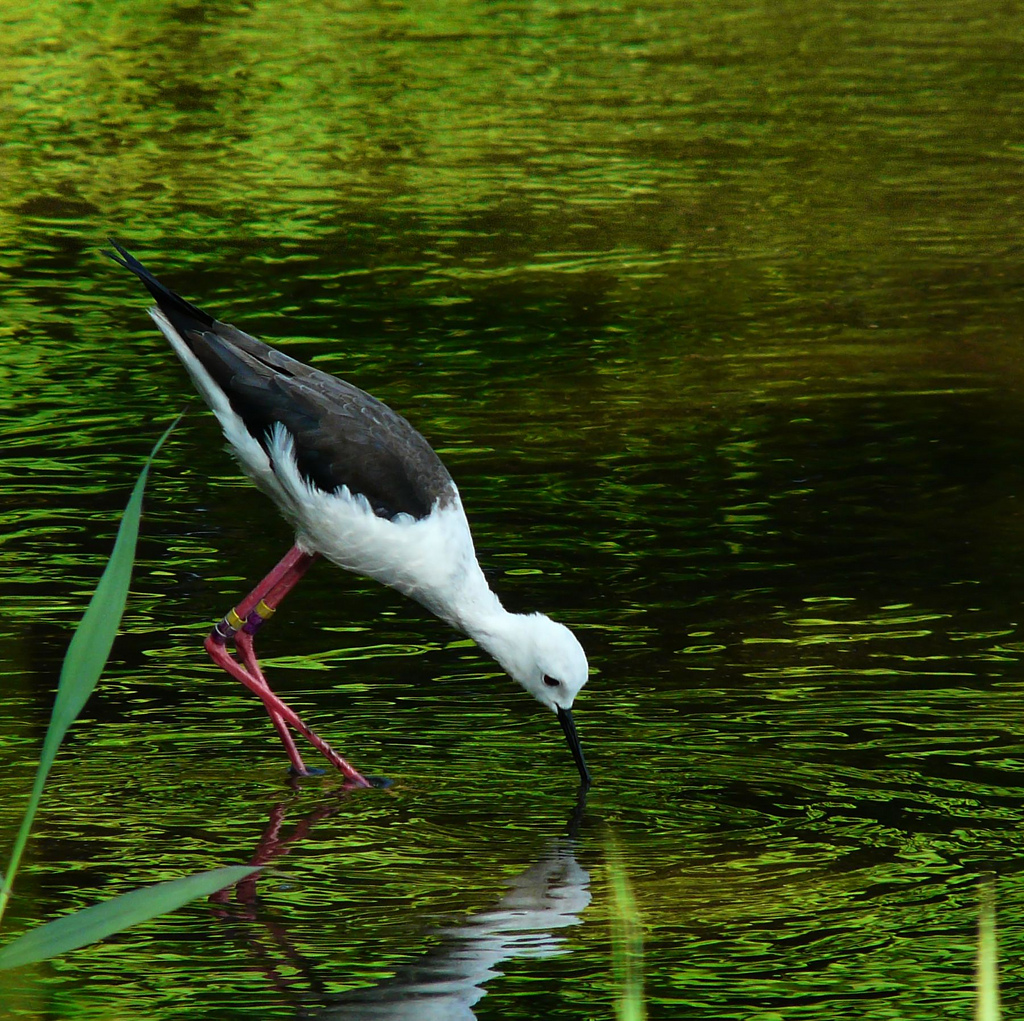

Gli habitat del cavaliere d'Italia sono le paludi e le lagune poco profonde con sponde sabbiose e sassose. Si adattano facilmente anche ad ambienti artificiali, come risaie e saline.
Si può trovare in Europa, intorno al Mar Mediterraneo, e a nord fino alla Germania e al Regno Unito; in Africa sia sulle coste mediterranee che in Madagascar; in Asia sia in Asia centrale, nelle zone del Sud-est asiatico e anche in Asia orientale (Cina, Taiwan e alcune isole).

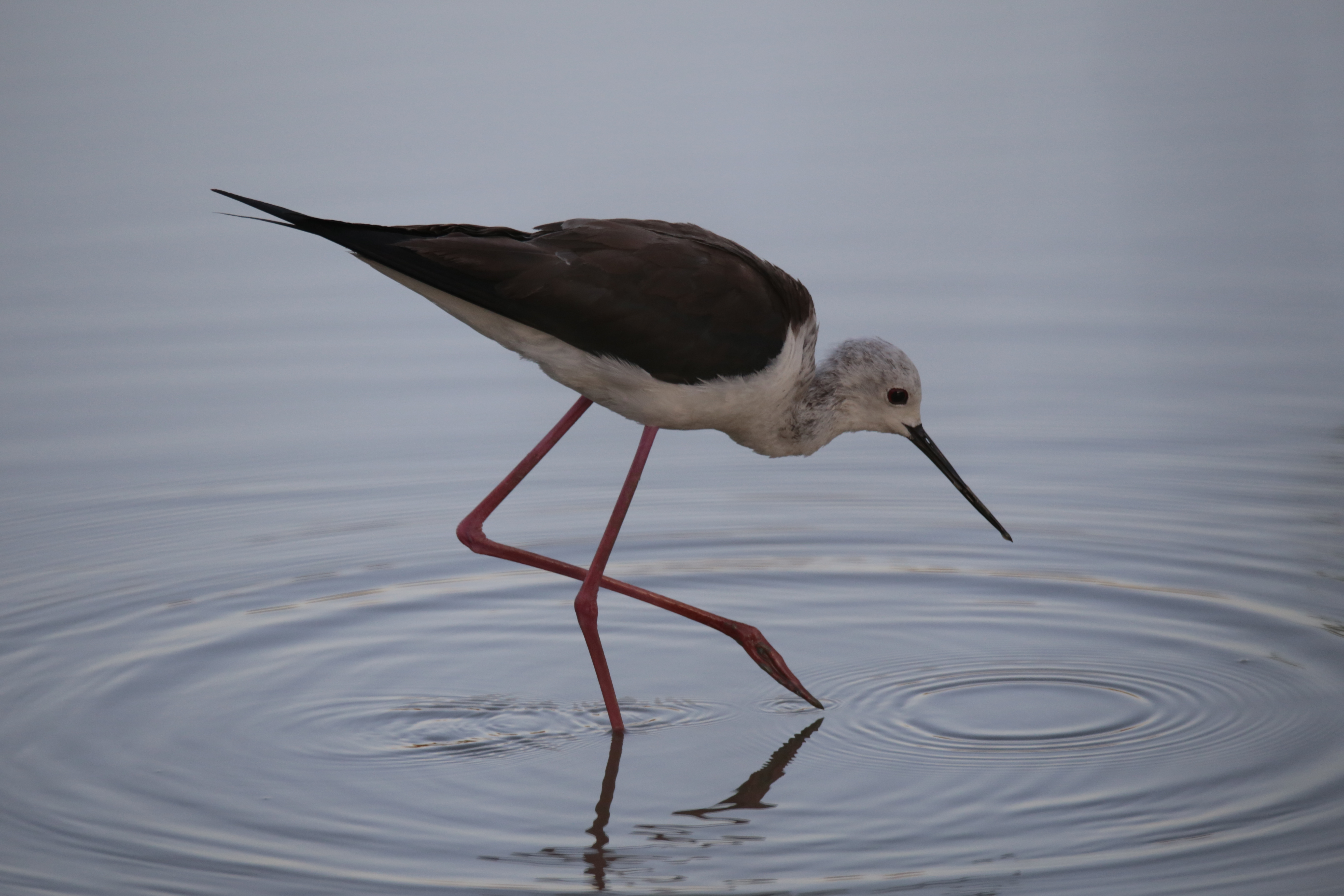
Un giovane esemplare

In Italia si stima vivano circa 4000-5000 coppie di cavaliere d'Italia, seconda popolazione europea per importanza dopo quella spagnola, dove infatti nidificano circa 12000 coppie. Quasi tutti i cavalieri d'Italia italiani sembrano svernare nelle paludi del Mali e del Senegal, come per esempio il Delta interno del Niger, ma qualcuno resta in Italia anche d'inverno: nella stagione fredda si concentrano soprattutto in Sardegna, in Sicilia e qualche esemplare anche nella salina di Comacchio.

Le zone di nidificazione italiane sono varie: si registrano centinaia di coppie principalmente nel Delta del Po, nell'Orbetello e in Sardegna. Colonie minori sono sparse nel resto della Pianura Padana (alcuni esempi sono l'Oasi di Torrile, la Salina di Cervia, le risaie del Piemonte, alcune aree della Laguna di Venezia, il Parco regionale del Mincio e la Riserva naturale della Foce dell'Isonzo) e nel Mezzogiorno (laghi di Lesina e di Varano, Saline di Margherita di Savoia e varie zone umide in Sicilia) .

La regione che ospita più cavalieri d'Italia è l'Emilia-Romagna, concentrati per la maggior parte nelle province di Ferrara, di Ravenna e di Bologna.

## Biologia

### Alimentazione

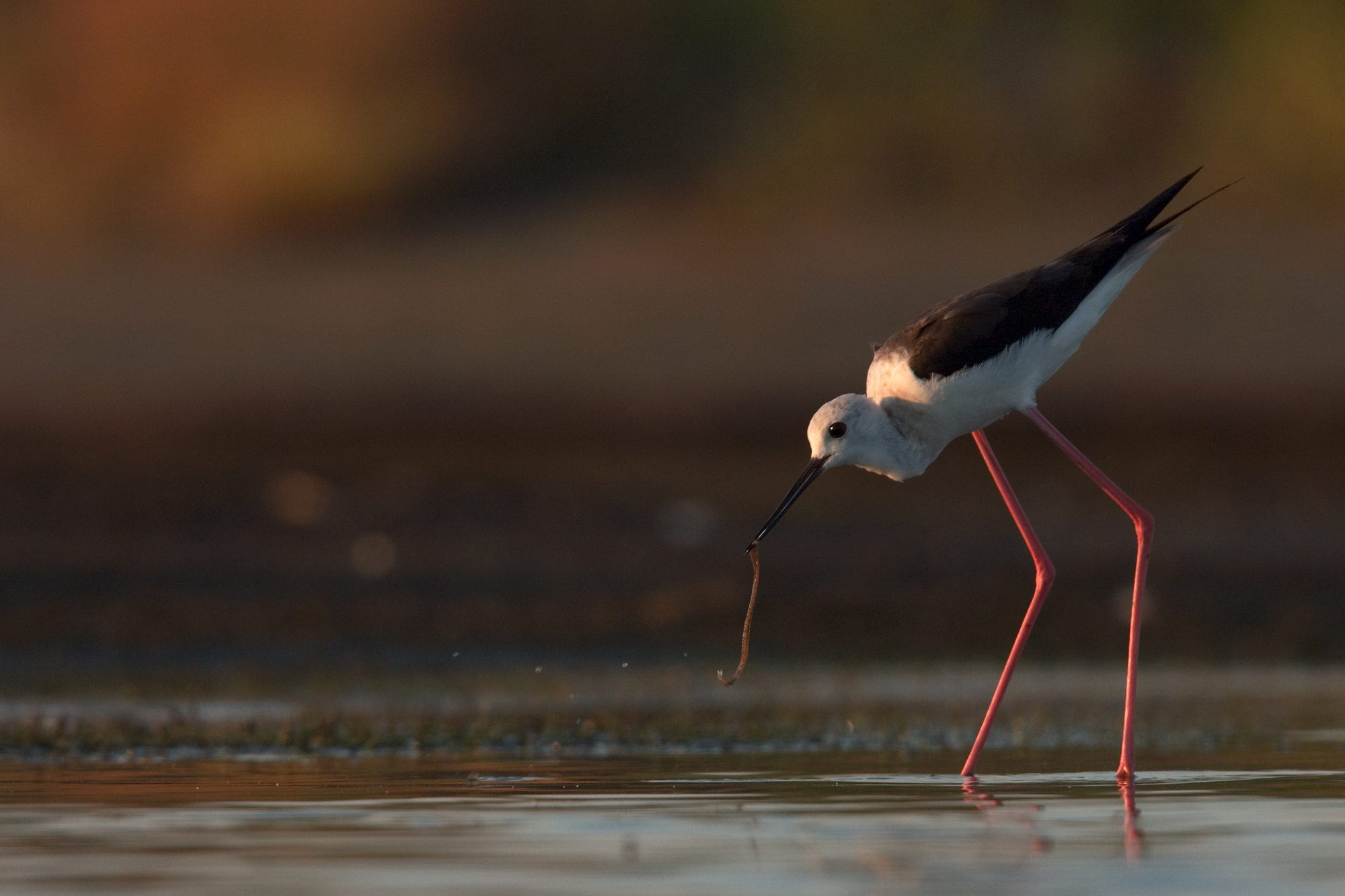
Cavaliere d'Italia che si nutre

Il cavaliere d'Italia si nutre di insetti, crostacei, molluschi, vermi e altri invertebrati; a volte mangia anche dei girini. Raccoglie il suo cibo direttamente dalla sabbia e dall'acqua; per cacciare utilizza vista e tatto: infatti, muove il becco nell'acqua intercettando le prede. È in grado di cacciare anche di notte, dato che riesce a vedere bene anche al buio.

### Riproduzione
Il cavaliere d'Italia nidifica sulle sponde dei laghi salmastri e delle zone umide. 
Il nido può essere un ammasso di rami in mezzo all'acqua di una palude o una depressione scavata con le zampe su una barena o su un'isoletta, tra le salicornie.

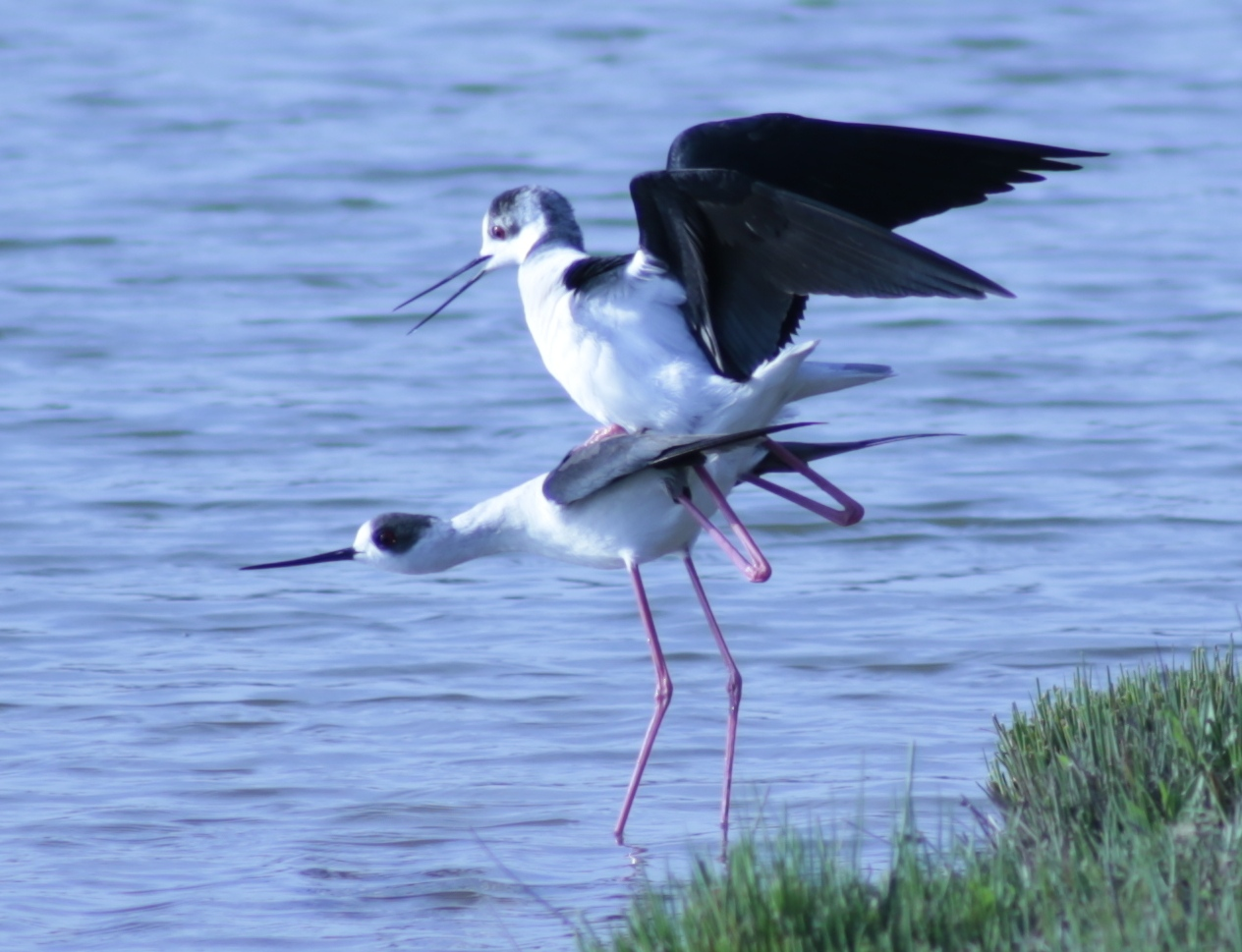
Accoppiamento

A partire da aprile il maschio corteggia la femmina con danze non molto complicate ma eleganti: la femmina sta in piedi con il capo rivolto verso il basso, mentre il maschio le gira intorno beccando l'acqua e le piume del petto; infine, il maschio sale in groppa alla femmina e si accoppiano, per poi discendere, stringere la femmina sotto un'ala e fare qualche passo vicini. La femmina depone tra fine aprile e inizio giugno 3-4 uova di colore giallo-verde, macchiate di bruno scuro.
L'incubazione dura 25-26 giorni. L'allevamento della prole, che dura circa un mese, viene effettuata da entrambi i genitori. Questi uccelli nidificano spesso in piccoli gruppi a volte insieme alle avocette o alle sterne.
I piccoli cavalieri sono nidifughi: abbandonano, cioè, il nido molto presto. Imparano a volare circa un mese dopo la schiusa.
Le femmine dei cavalieri d'Italia (come succede anche per le avocette), se si avvicina un predatore al nido, simulano di avere un'ala rotta, spiegandola e facendo molto rumore per farsi sentire. In questo modo, al predatore viene istintivo attaccare l'uccello "ferito", lasciando stare il nido. Se il cavaliere d'Italia, però, capisce che un intruso non ha cattive intenzioni (come un birdwatcher che osserva la situazione), nel caso in cui qualche minuto dopo si avvicini nuovamente, non ripeterà ancora questa messa in scena.

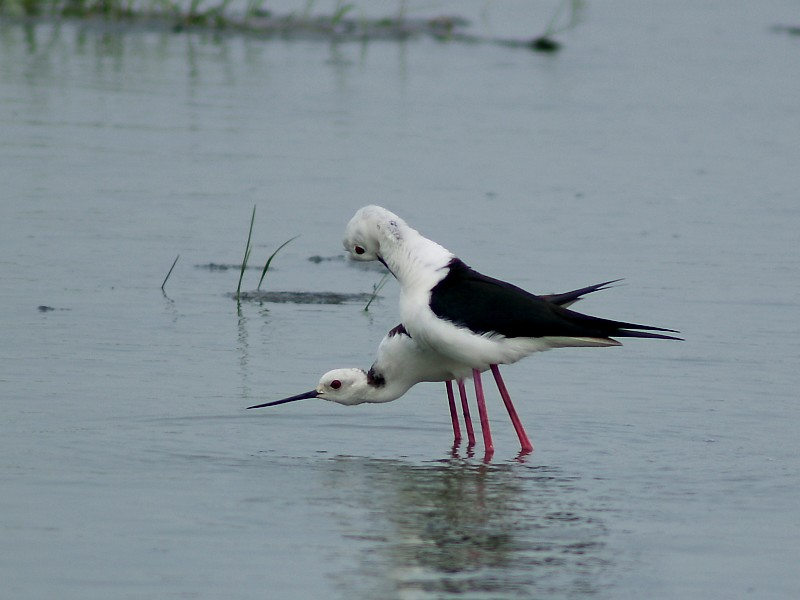
Corteggiamento
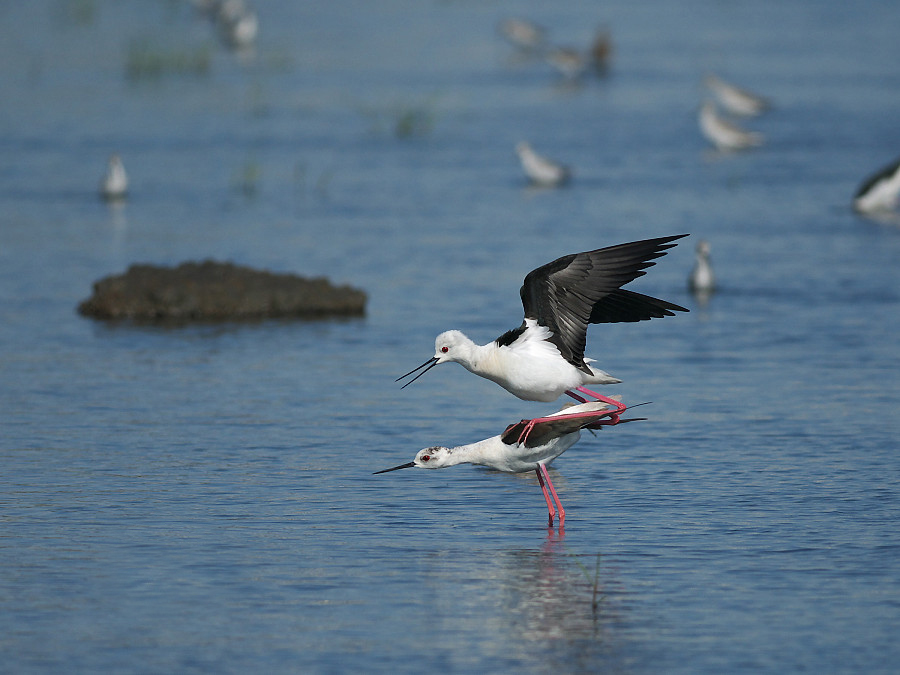
Accoppiamento
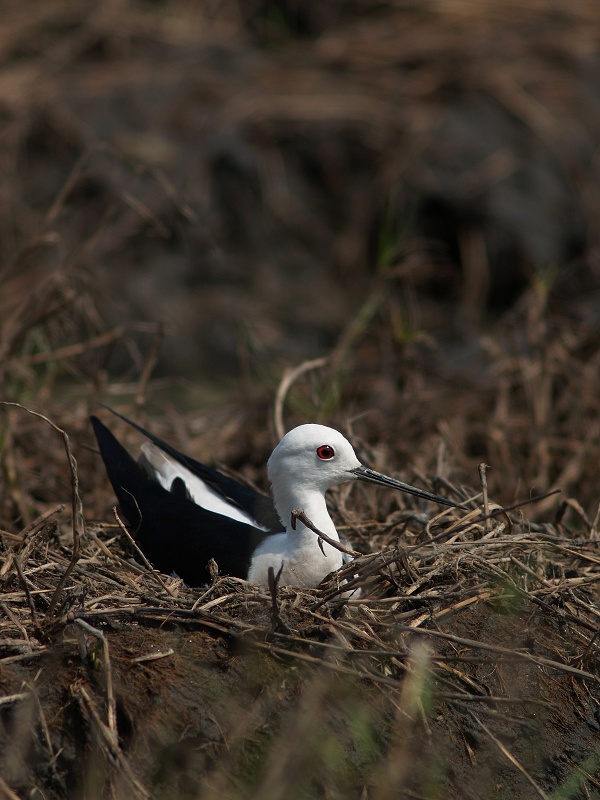
Cova
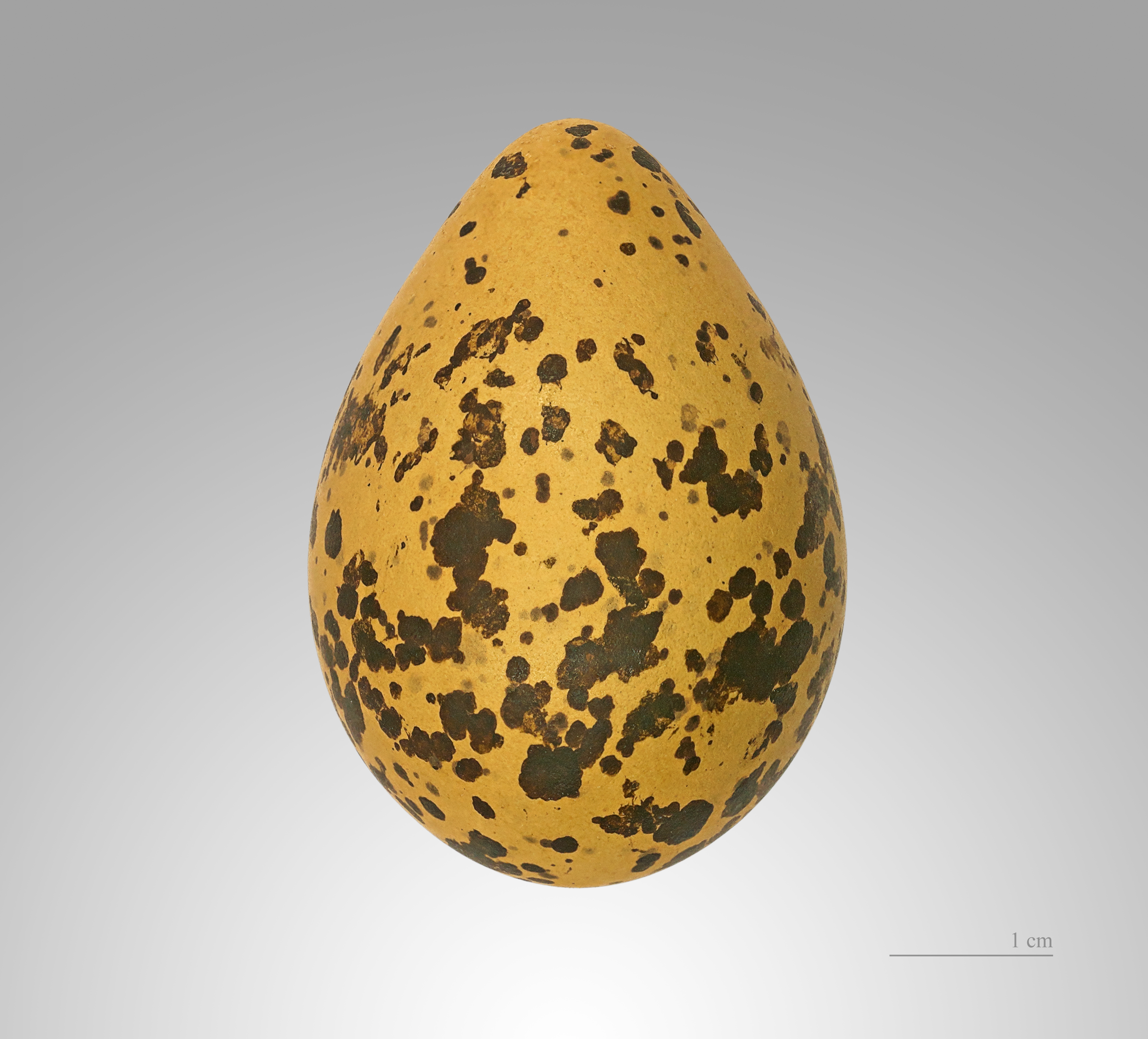
Uovo
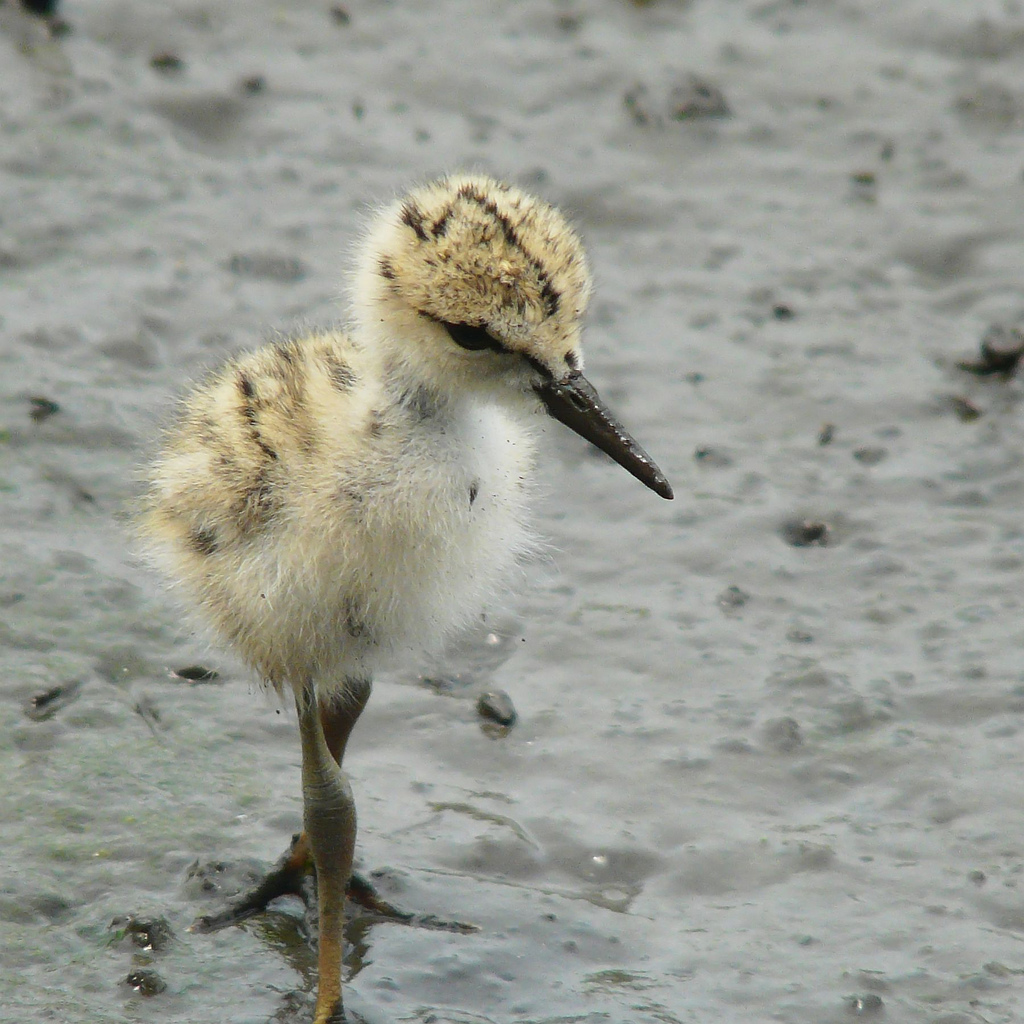
Pulcino
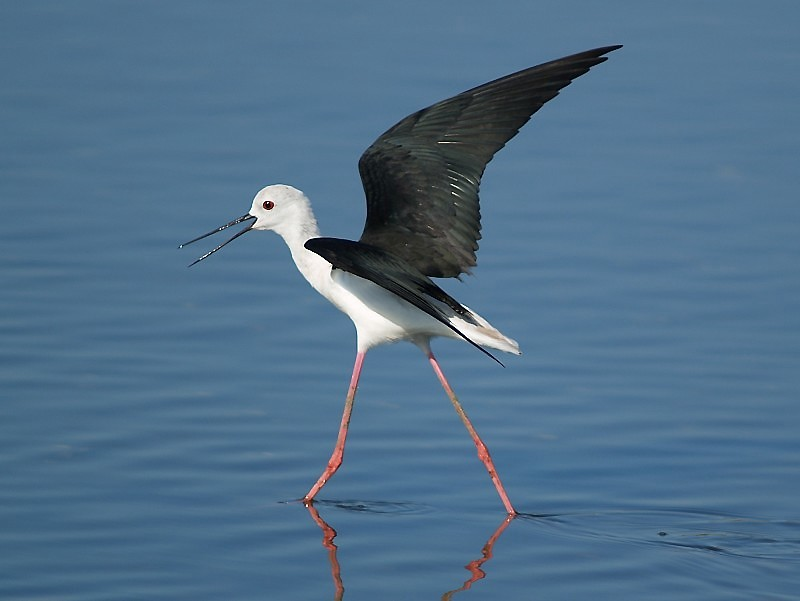
Femmina che finge di avere l'ala rotta

## Conservazione
In Italia la specie è particolarmente protetta ai sensi della legge 157/1992. Agli inizi degli anni ottanta la specie era molto a rischio, ma nei successivi decenni la popolazione è molto aumentatata, grazie alla protezione delle zone umide dove il cavaliere d'Italia si riproduce e grazie anche alla protezione nei paesi dove sverna in inverno.
La popolazione generale sembra stabile, anche se alcune (tipo quella europea) sono in netto aumento numerico e ingrandiscono anche il loro areale, fatto legato forse al riscaldamento globale che consente loro di colonizzare zone che erano più fredde. Inoltre, sembrano essere diventati meno timorosi nei confronti dell'uomo, tanto che sempre più spesso si registrano casi di nidificazione in ambienti antropici come saline, risaie e anche vasche di aziende agricole, oltre ad avvistamenti di individui negli stagni delle città.